# Paul Balmer
Paul Balmer (1970) é um matemático suíço, que trabalha com álgebra. É professor de matemática da Universidade da Califórnia em Los Angeles (UCLA).
Balmer obteve um Ph.D. em 1998 na Universidade de Lausanne, orientado por Manuel Ojanguren, com a tese Groupes de Witt dérivés des Schémas.
Balmer foi palestrante convidado do Congresso Internacional de Matemáticos em Hyderabad (2010: Tensor Triangular Geometry. Em 2012 foi eleito fellow American Mathematical Society. Recebeu o Prêmio Humboldt de 2015.